# Хараламбие, Николае
Николае Хараламбие (рум. Nicolae Haralambie; 27 августа 1835, Бухарест — 3 апреля 1908, Бухарест) — румынский военный деятель и политик. Генерал румынской армии.

## Биография
В 1861 году возглавил полицию в Бухаресте. Полковник с 1864 года.
В 1866 году был одним из руководителей заговора, так называемой, Чудовищной коалиции, принимал активное участие 10-11 февраля 1866 в низложении господаря Объединённого княжества Валахии и Молдавии Александру Иона Куза.
Затем служил при регентстве Ласкэра Катарджиу и Николае Голеску.
С 6 августа 1866 года по 7 февраля 1867 года — министр национальной обороны Объединённого княжества Валахии и Молдавии.
7 июля 1874, вместе с Ионом Гика и ещё одним аэронавтом, Хараламбие, одним из первых в Румынии, совершил полёт над Бухарестом на воздушном шаре «Mihai Bravul».
В 1877 году вернулся в румынскую армию и принимая участие в войне за независимость Румынии (1877—1878) в качестве бригадного генерала. Командовал Западным корпусом румынской армии. Подвигами во время войны за независимость, надеялся искупить акт измены господарю Александру Ионе Куза, в чём раскаивался до конца жизни.
В 1879 г. был членом Сената.